# Будимски пашалук
Будимски пашалук, такође познат и као Будимски ејалет или Будимски вилајет, је био административна јединица Османског царства. Територија коју је овај пашалук заузимао је укључивала делове данашњих држава Мађарске, Србије, Хрватске, и Словачке. Административно средиште је био град Будим, који је данас део главног града Мађарске Будимпеште.

## Назив пашалука
Пашалук је добио име по административном седишту Будиму.
- Име пашалука на старотурском језику је било
- На данашњем турском језику
- На мађарском језику

## Историја
Пашалук је формиран када су Турци заузели град Будим 1541. године. Године 1596. и 1600. формирани су нови пашалуци Јегарски (Egir) и Кањишки (Kanije), у које су укључени неки од санџака који су пре тога припадали Будимском пашалуку.

## Административне јединице
После 1541, пашалук је укључивао следеће санџаке:
- Санџак Будим
- Санџак Смедерево
- Санџак Зворник (İzvornik)
- Санџак Вучитрн (Vulçıtrin)
- Санџак Пожега (Pojega)
- Санџак Мохач
- Санџак Стони Београд
- Санџак Сегедин (Segedin)
- Санџак Срем
- Санџак Копањ
- Санџак Шиклош
- Санџак Печуј
- Санџак Видин (Vidin)
- Санџак Крушевац (Alacahisar)
- Санџак Чанад (Çanad)
- Санџак Кечкереч (Kecskerecs)
- Санџак Хипово (Hipovo) (?)

Око 1600, пашалук је укључивао следеће санџаке:
- Санџак Смедерево
- Санџак Срем
- Санџак Ковин
- Санџак Копањ
- Санџак Стони Београд
- Санџак Мохач
- Санџак Шиклош
- Санџак Дунасекче (Dunaszekcső)

Око 1610, пашалук је укључивао следеће санџаке:
- Санџак Будим
- Санџак Срем
- Санџак Српски Ковин
- Санџак Копањ
- Санџак Стони Београд
- Санџак Мохач

Пре 1699, пашалук је укључивао следеће санџаке:
- Санџак Будим
- Санџак Срем
- Санџак Смедерево
- Санџак Сексард (Seksar)
- Санџак Шимонторња (Şemtorna)
- Санџак Стони Београд
- Санџак Острогон (Usturgon)
- Санџак Мохач
- Санџак Печуј

## Становништво
Становништво овог пашалука се састојало од Мађара (који су живели претежно на северу пашалука), Срба (који су живели претежно на југу пашалука), муслимана који су били различитог етничког порекла, Рома и осталих мањих етничких група.